# Qaem 100
Qaem 100 ou Ghaem 100 (en persan : قائم ۱۰۰) est un lanceur spatial léger développé par l'Iran qui a volé pour la première fois le 4 mars 2023 et qui est capable de placer une charge utile de 80 kilogrammes sur orbite basse. Ce lanceur, manifestement dérivé d'un missile balistique, comporte trois étages à propergol solide et est haut de 16 mètres pour un diamètre de 1,3 mètre. Les caractéristiques détaillées ne sont pas connues. Il est mis en œuvre par l'organisation des Gardiens de la révolution islamique. Son premier vol réussi a eu lieu le 20 janvier 2024 avec la mise en orbite du satellite Soraya.

## Contexte
Qaem 100 est chronologiquement le quatrième lanceur spatial de l'Iran après les fusées Safir (qui ne semblent plus opérationnelles), Simorgh et Qased. Comme le lanceur Qased, il est géré par l'organisation militaire des  Gardiens de la révolution islamique contrairement au Simorgh qui est géré par l'Agence spatiale iranienne. Selon les médias iraniens, des variantes plus puissantes - Quaem 105, 110 et 200 - doivent être prochainement développées. La version Quaem 105 caractérisée par un étage supérieur plus long pourra placer 120 kilogrammes en orbite basse.

## Caractéristiques techniques
Les caractéristiques détaillées du lanceur Qaem 100 ne sont pas connues. Le premier étage est propulsé par le moteur à propergol solide Rafe d'une poussée de 68 tonnes. L'enveloppe de cet étage est réalisé en fibre de carbone pour réduire sa masse à vide. La tuyère est orientable et, à partir de l'exemplaire lancé en janvier 2024, des moteurs à ergols liquides sont utilisés pour contrôler sa rotation ainsi que des ailerons aérodynamiques. Le deuxième étage est similaire au deuxième étage Salman du lanceur iranien Qased. Qaem 100 est transporté et lancé par un tracteur-érecteur-lanceur à la manière d'un missile balistique,,.

## Historique des lancements
| Date (UTC)        | Base de lancement | Configuration        | Charge utile | Type                            | Masse | Orbite                 | Remarque           |
| ----------------- | ----------------- | -------------------- | ------------ | ------------------------------- | ----- | ---------------------- | ------------------ |
| 5 novembre 2022   | Shahroud (en)     | 1er étage uniquement | -            | -                               | -     | Vol suborbital         |                    |
| 4 mars 2023       | Shahroud          | Vol inaugural        | Nahid 1      | Satellite de télécommunications | 50 kg | Échec                  |                    |
| 20 janvier 2024   | Shahroud          |                      | Soraya       | Satellite de télécommunications | 50 kg | 744 km × 760 km, 64.5° | Premier vol réussi |
| 14 septembre 2024 | Shahroud          |                      | Chamran 1    | Démonstrateur technologique     | 60 kg | 550 km                 |                    |